# Basílica de Santa María (Castellón de Ampurias)
La basílica de Santa María de Castellón de Ampurias, también conocida como la «Catedral del Empordà» o «Catedral de Castelló d'Empúries», es una iglesia gótica situada en el barrio del Puig Salnes del casco antiguo de Castellón de Ampurias, en la comarca catalana del Alto Ampurdán. Según dijo Josep Pla:

La iglesia parroquial, dedicada a La Candelaria, es la catedral del Ampurdán. Es el templo más importante de la mitra, tras la catedral.

Así pues, está considerada como el monumento religioso más importante de las tierras gerundenses después de la Catedral de Gerona, destaca por su monumentalidad y dimensiones catedralicias. Fue construida sobre la iglesia románica primitiva, de la que quedan algunos vestigios, como los primeros pisos de la torre campanario o la gran pila bautismal.

## Historia
Después de la destrucción de Ampurias, Castellón pasó a ser capital del condado, con el traslado a la villa de los condes de Ampurias. Así, el lugar se convirtió en una zona estratégicamente defensiva rodeada de murallas. Los condes quisieron que la villa acogiese la sede episcopal del Ampurdán, esto explicaría su monumentalidad.
Fue en un documento del año 1007 cuando se tuvieron por primera vez noticias de una primera iglesia románica dedicada a Santa María establecida en el paraje de Castellón de Ampurias. Se trata de una compra hecha por el obispo de Gerona Odón, a los esposos Tedmar y Truitela de un alodio del término de Castellón que comprendía varios montículos, dos lagunas y dos lagos llamados «Ded» y «Bona conca». La propiedad limitaba, en diferentes puntos, con tierras de Sancta Maria de Castilione. Este templo románico fue consagrado el año 1064.
La obra de estilo gótico catalán, que se levantó en el mismo lugar donde hubo esta primera iglesia románica, fue dirigida por el arquitecto Ramón de Xartres, y se comenzó a construir el 13 de febrero del año 1261, en tiempos del conde Ponce IV de Ampurias. Su estructura arquitectónica se dio por terminada a principios del siglo XV, época en que se realizó la fachada, con la bella portada de mármol, se construyeron los altares laterales y se labró el retablo de alabastro del altar mayor. Tiene una estructura y unas dimensiones propias de una catedral, una dignidad que no consiguió a pesar de los varios intentos que promovieron los condes de Ampurias.
Durante los siglos XVII y XVIII se añadieron dos grandes capillas laterales: la de la Purísima Sangre y la de Nuestra Señora de los Dolores.

## Estructuras

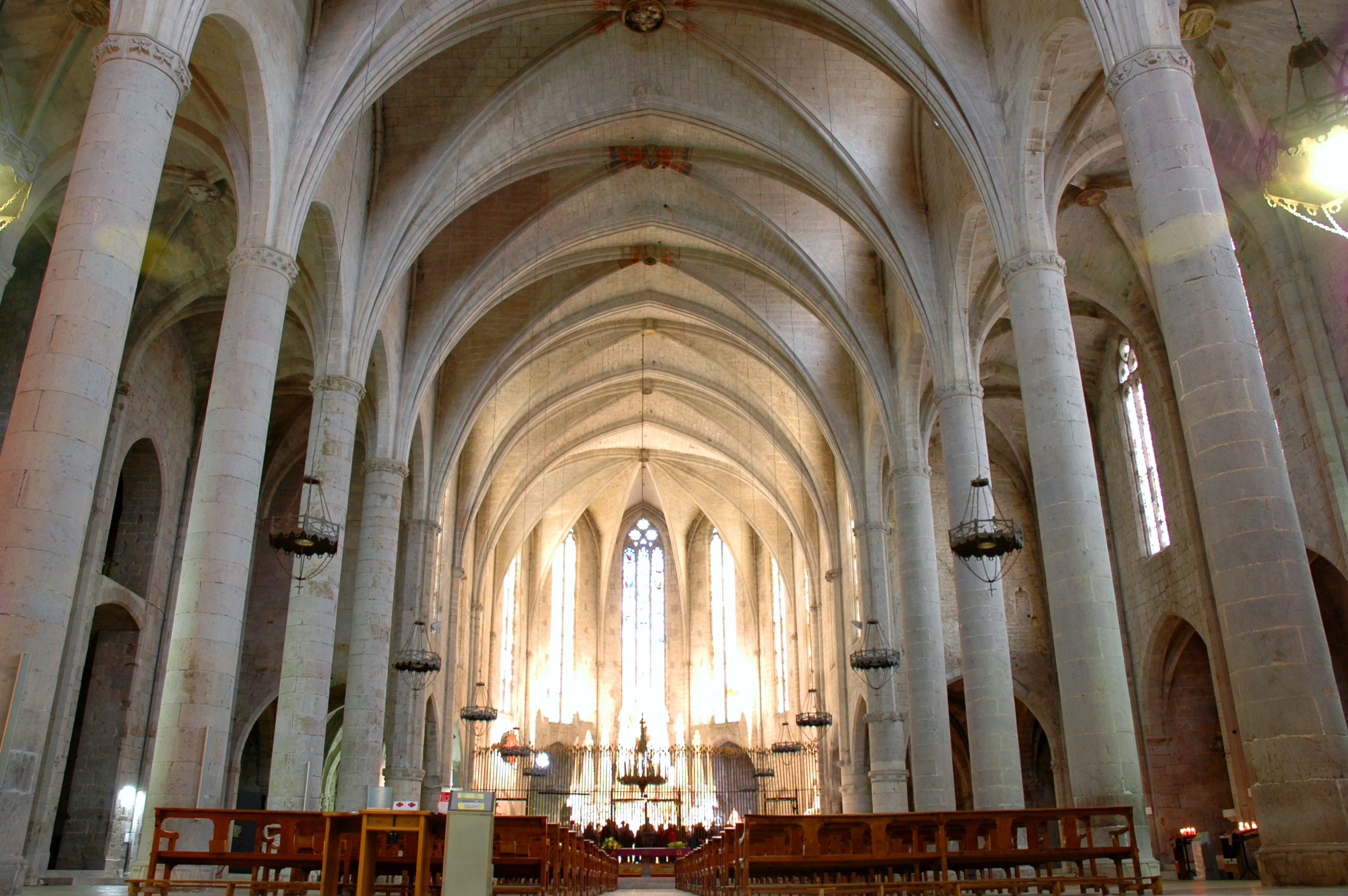
Interior de la iglesia.

Construida con una planta de salón, modalidad introducida en nuestras tierras por los monjes cistercienses, está formada por tres naves, una central más ancha y dos laterales. Estas últimas presentan la particularidad de que su altura es diferente a la central en algunos tramos.
La planta de salón conlleva una disposición rectangular de la estructura de la iglesia con las capillas laterales encuadradas entre los contrafuertes, coronados por gárgolas de desagüe, que sostienen los muros laterales. En la cabecera y en los dos primeros tramos, con las naves laterales más bajas, los contrafuertes se ven completados por arbotantes. Cada una de las tres naves de la planta está formada por nueve bóvedas de ojiva sostenidas por pilares, con los elementos propios de esta construcción: los arcos formeros y los cuatro nervios que confluyen en una clave.
Los grandes ventanales de la parte absidal de la iglesia debían presentar vitrales. Hoy sólo se conserva uno, los demás fueron cubiertos con placas de alabastro translúcido.
El altar mayor es un ara (piedra consagrada) de más de tres metros de largo, sostenida por cinco columnas, 
y servicios para celebrar la misa. Había estado colocado dentro del presbiterio, al otro lado de la reja de hierro, pero en 1973 fue trasladada a su actual emplazamiento, más cerca de los fieles.

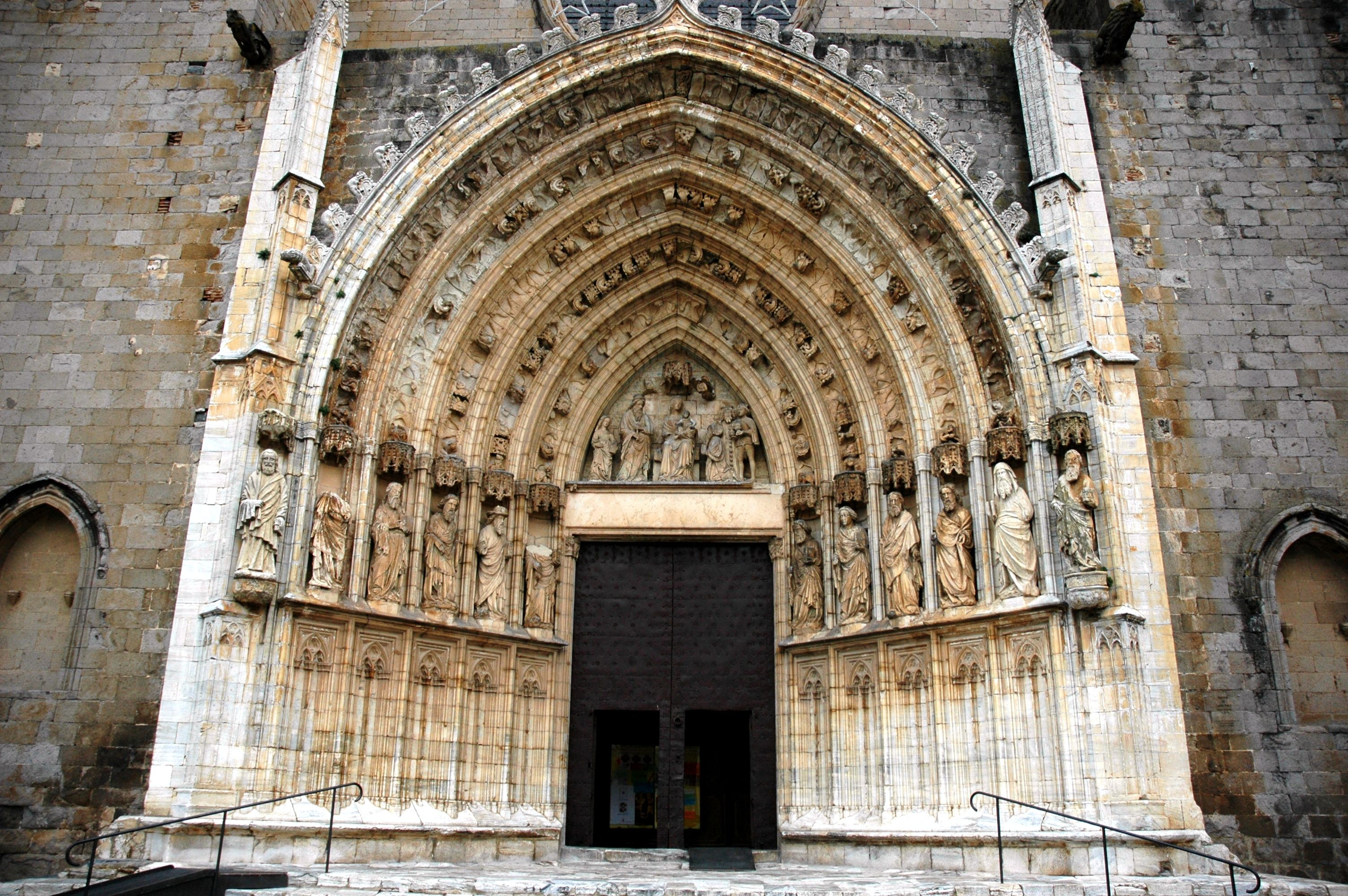
La portada de mármol del segle XV.

La fachada principal presenta una gran portada de piedra del siglo XV, atribuida al maestro de obras Antonio Antigó, y está dividida en tres espacios: dos torres campanarios y un cuerpo central. Esta parte central posee la portada, enmarcada entre dos pináculos. Destaca su belleza formada por seis arquivoltas que delimitan el tímpano y el frontón. En el tímpano se encuentra representada la Adoración de los Reyes Magos. Las seis arquivoltas están rematadas por doce hornacinas que albergan a los doce apóstoles. Todas las esculturas son talladas con gran perfección y profusión de detalles. Bajo las hornacinas, un zócalo con ventanas ciegas descansa en un banco. Encima de la portada y ocupando la parte superior del cuerpo central, se despliega un gran rosetón gótico, que da luz al interior del templo.
En el lado norte se alza el campanario (de los siglos XII o XIII). Se trata de una torre dividida en cinco plantas con una altura de 36 metros que sigue todavía la composición arquitectónica de los campanarios románicos de influencia lombarda. Se observan aberturas de arcos de medio punto con columnas y capiteles, frisos de arcos y dientes de sierra. Algunos de estos elementos muestran sin embargo, una clara orientación hacia el estilo gótico.
En muchas de las capillas laterales de la iglesia hay lápidas y sepulcros con inscripciones góticas y estatuas yacentes. Las grandes capillas de la Purísima Sangre y Nuestra Señora de los Dolores presentan decoración barroca.
Se trata de un claro exponente de la arquitectura del gótico catalán, quedando patente en algunos de sus elementos más característicos: la bóveda bóveda de ojiva, los grandes pilares, los pesados contrafuertes en el exterior o los grandes ventanales con vitrales.

## Interior
En el interior, paradigma del gótico mediterráneo, contiene las singulares y grandes pilas bautismales románicas del siglo XI, dos sarcófagos condales y un vitral gótico, el retablo de Nuestra Señora de los Dolores del siglo XVIII, el órgano del siglo XIX y muchos otros elementos de interés.

### Pilas bautismales
Las pilas bautismales románicas datadas del siglo XI, son una de las piezas más originales y de mayor interés que se encuentran en la basílica. Es un vestigio de la antigua iglesia románica, consagrada en el año 1064. Fue realziada a partir de un solo bloque de piedra. La pila más grande, destinada a bautizar personas adultas, mide 1,40 metros de diámetro y 1,12 de altura; la pequeña, para el bautismo de los niños, tiene un diámetro de 0,78 metros de anchura y 0,65 de altura. Ambas están rodeadas de un anillo grabado con arcos lombardos. Sus tapas de madera fueron recubiertas de cuero por orden del obispo Toco, en el año 1573.
En estas pilas se han bautizado los cristianos de Castellón de Ampurias. Sus dimensiones se explican por el hecho de que, hasta el siglo XV, el bautizado era sumergido en el agua.

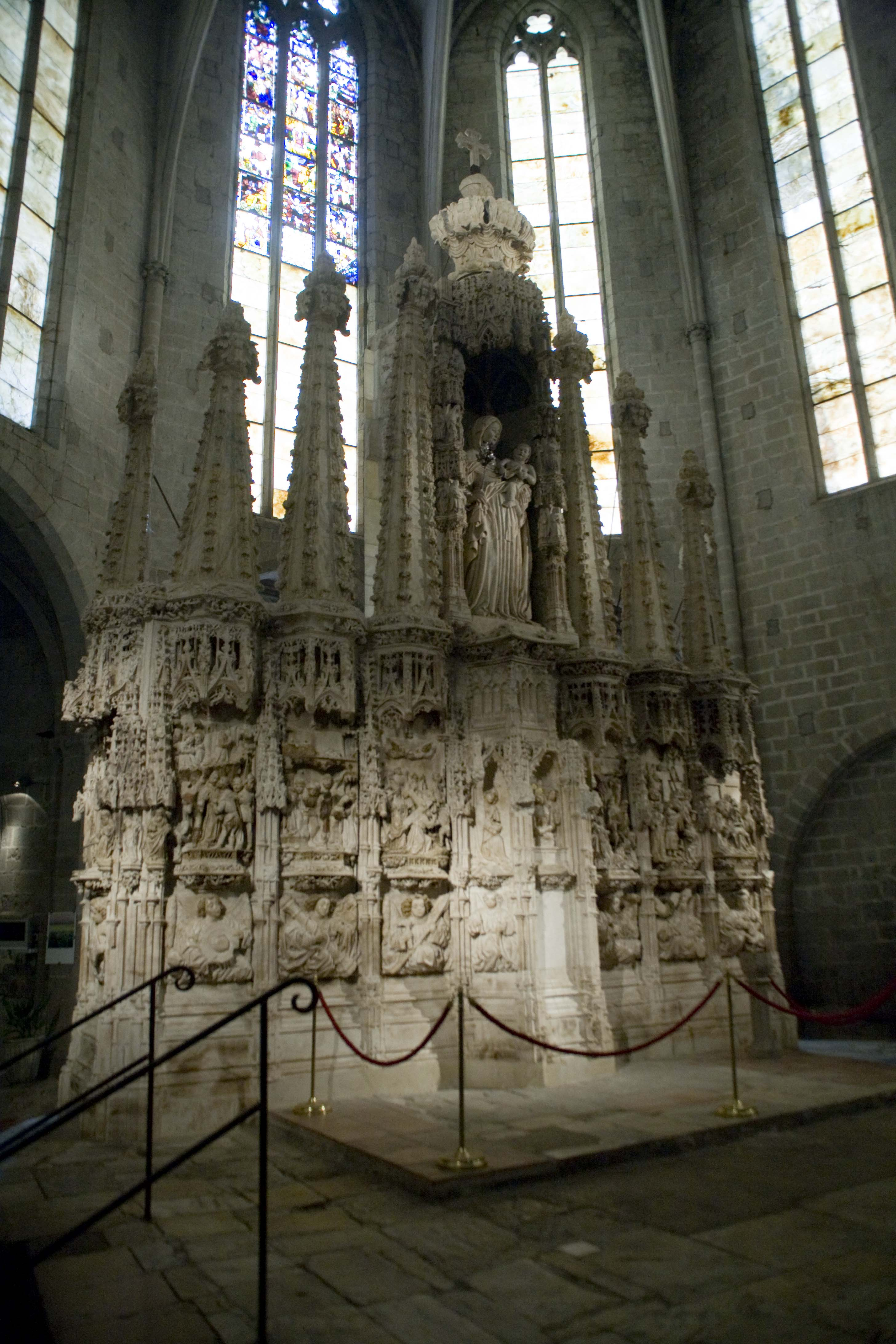
Retablo de alabastro.

### Retablo de alabastro
Detrás de la enorme reja de hierro forjado, construida en el año 1544, dentro del presbiterio, se 
encuentra el retablo de 
alabastro de Beuda, de estilo gótico flamígero renacentista. Se considera una obra única en Cataluña y una de las mejores muestras de la escultura gótica catalana de la segunda mitad del siglo XV, además, se trata del último retablo de esta técnica del gotico catalán.
Constituido por zócalo y bancal y formado por numerosas piezas de alabastro procedentes de la Garrocha, el retablo tiene una altura total de 6,56 metros, tres de los cuales corresponden a la hornacina de la Virgen de la Candelaria.

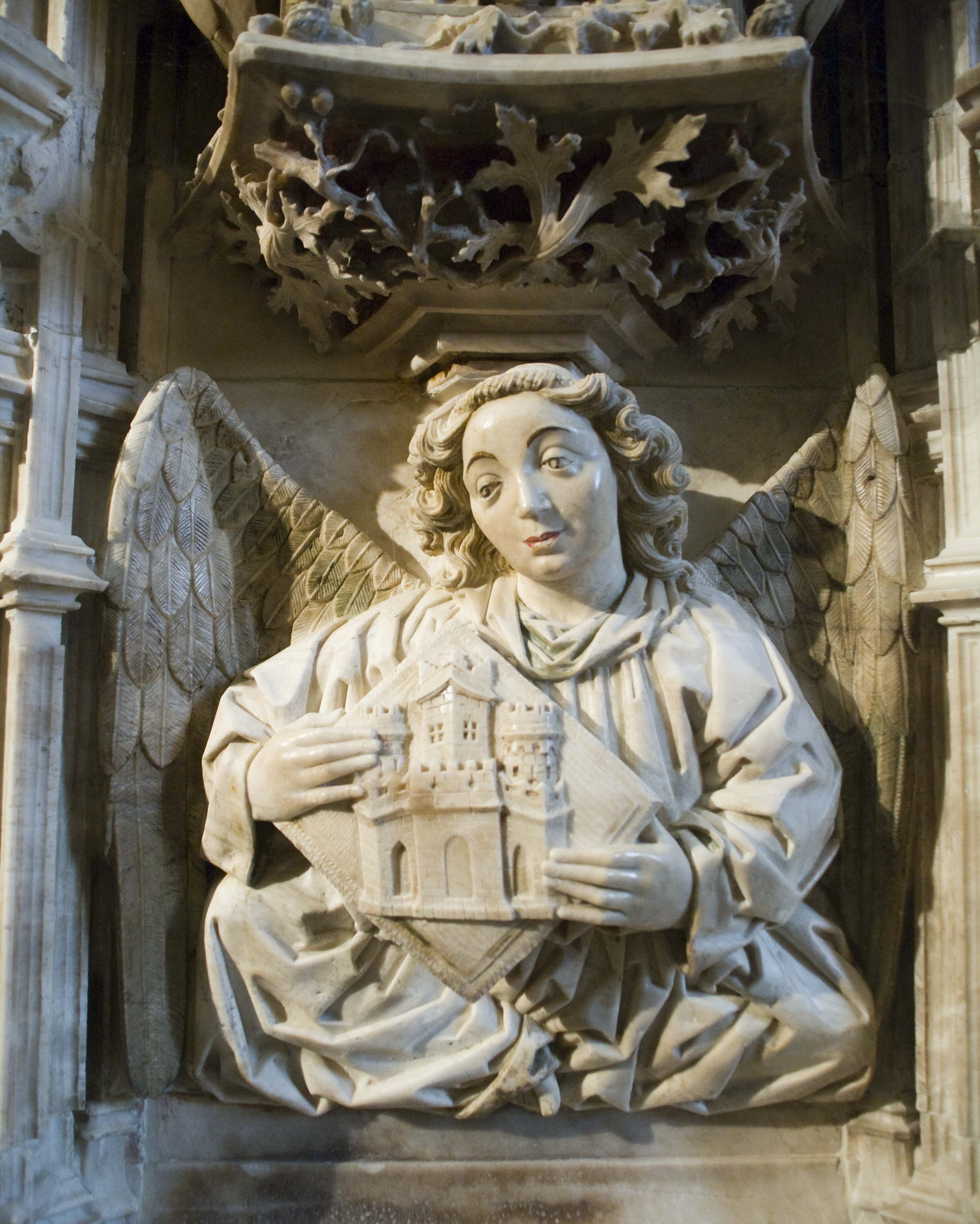
Detalle del retablo. Escudo de Castellón de Ampurias.

El bancal se divide en dos registros: el inferior, donde figuran diez relieves de ángeles que sostienen los escudos o símbolos de las entidades promotoras del retablo (por ejemplo, el escudo de Castellón, o un pan, emblema de la institución benéfica del pan), y el superior, con cuadros representando escenas de la pasión de Jesús. Sobre el bancal se encuentra la hornacina de la Virgen, de 1,90 metros de altura. Dentro hay la expresiva imagen de la Virgen de la Candelaria, que aguanta el Niño con el brazo izquierdo. Las esculturas presentan un gran realismo, dramatismo, detallismo anatómico y detallados pliegues de las vestiduras.
Aunque se considera que el retablo quedó inacabado, ya que faltan las dos alas que debían situarse a ambos lados de la hornacina, en su construcción se siguieron tres etapas: la primera, dedicada a la imagen de la Virgen con del Niño, la segunda, destinada a los relieves escultóricos del bancal, y la última, dedicada a la hornacina y el revestimiento de la parte posterior del conjunto.
Las primeras noticias que se tienen sobre la ejecución del retablo datan del 18 de marzo de 1452 y, aunque trabajaron muchos maestros, como Vicenç Borràs, el francés Ponç Gaspar apareció en 1456 como el autor del retablo.

## Órgano
El órgano de la basílica se encuentra presente desde finales de la Edad Media. Concretamente, según un documento del 1494, fue construido en 1419 por el maestro Pere Granyera.
De todos modos, el órgano que se puede observar actualmente en la basílica es una realización de los primeros años del siglo XIX. Concretamente se empezó a construir en 1803 bajo la responsabilidad del organero Domènech Cavaillé y de su padre, Juan Pedro Cavaillé, procedentes del Languedoc. Fue terminado por Gaietà Vilardebó en 1854 y realizado seguramente para sustituir el que había habido anteriormente, ya que probablemente fue destruido por las tropas francesas durante la Guerra del Rosellón. También sufrió graves destrozos durante la Guerra civil española, pero fue restaurado a partir de 1976 por el organero Gerhard Grenzig.
El órgano consta de cuatro teclados con aproximadamente 57 juegos, órgano mayor, eco y recitativo, con pedal de 12 botones y una octava cromática y cerca de 4500 tubos de todo tipo y caracteres.

### Sepulcros condales
La basílica contiene los sepulcros de algunos miembros de la familia condal de Ampurias. Habían sido enterrados en una capilla del orden de los dominicos en las afueras de Castellón; el año 1733, los restos fueron trasladados a otro convento, que se encontraba en el mismo lugar donde ahora está el ayuntamiento. En 1841, se depositaron en Santa María, detrás del altar. En 2002 se examinaron las tumbas y se situaron a ambos lados del presbiterio, para que tuvieran más relevancia. Son las tumbas de:
- Ponce VI de Ampurias
- Pedro IV de Ribagorza

En el 2002, al abrir los sepulcros, se encontraron restos de hasta seis personas diferentes, que se podrían haber reunido en alguno de los traslados previos.

## Museo parroquial
El museo parroquial, conocido como «El Tesoro» y ubicado en la sacristía nueva y en las salas anexas, es donde se encuentra la valiosa colección de orfebrería religiosa que conserva la basílica.
En una primera sala se encuentra una de las piezas más significativas que se puede observar en el museo: una cruz procesional de plata dorada y de estilo plateresco del siglo XVI, adornada con piedras preciosas y dos medallones, que representan la Virgen y San Juan .
Otro de los objetos de más valor del museo es la imagen de la Virgen Inmaculada, realizada toda en plata repujada y de estilo también plateresco, que data del siglo XVII. En la vitrina del museo también se puede observar toda una colección de indumentaria litúrgica de diferentes épocas y valiosos ejemplares de libros de canto gregoriano.
En una segunda sala, dedicada a la exposición de pinturas con motivos religiosos, se puede observar el relieve de un retablo de Santa Catalina del siglo XVIII y ocho relieves pertenecientes a los púlpitos construidas en la iglesia en 1939.
En una tercera sala se puede observar una muestra de la colección de jarras y ánforas de los siglos XIV y XV, hallados en el interior de la basílica tras unas reformas en 1972.